# Zecchino d'Oro 1968
Il decimo Zecchino d'Oro si è svolto a Bologna dal 17 al 19 marzo 1968.
È stato presentato da Mago Zurlì, interpretato da Cino Tortorella.
L'edizione è rimasta nella memoria collettiva per alcuni brani diventati celebri, in particolare Quarantaquattro gatti, Il torero Camomillo e Il valzer del moscerino. Nel dicembre del 2007, in occasione del Gran galà dello Zecchino d'Oro, Quarantaquattro gatti fu cantato da Cino Tortorella e Il torero Camomillo da Gabriele Cirilli; nel dicembre di dieci anni dopo, in occasione di 60 Zecchini il primo fu cantato da Giuseppe Fiorello e il secondo da Chiara Galiazzo. Il valzer del moscerino fu interpretato da Cristina D'Avena, che partecipò ancora nel 1971, fece parte fino al 1976 del Piccolo Coro dell'Antoniano, acquisì successivamente grande notorietà cantando molte sigle dei cartoni animati, e ha eseguito il brano del 1968 in numerose occasioni nel corso della sua carriera; sua sorella minore Clarissa D'Avena, nel 1978, ha partecipato al 21º Zecchino d'Oro come interprete di E l'arca navigava.

## Brani in gara
- Abracadabra (Testo: Agostino Aloisini/Musica: Eugenio Giovando) - Daniela Ruiu
- Il valzer del moscerino (Testo: Laura Zanin/Musica: Adriano Della Giustina) - Cristina D'Avena (3 anni)
- Coriolano, l'allegro caimano (Testo: Vittorio Sessa Vitali/Musica: Vittorio Buffoli) - Beatrice Veneruso
- Il semaforo (Testo: Pinchi, Sauro Stelletti/Musica: Luciano Zotti, Giordano Bruno Martelli) - Maurizio Rossi
- Il topo Zorro (Testo: Leo Chiosso/Musica: Maria Venturi, Arrigo Amadesi) - Sergio Sanna
- Il torero Camomillo (Testo: Franco Maresca/Musica: Mario Pagano) - Michele Grandolfo (7 anni e mezzo)
- La banda dello zoo (Testo: Luciano Sterpellone/Musica: Mario Pagano) - Paolo Bellucco, Annarita Colturato, Vanda de Iuliis, Roberto Garofalo, Massimo Mapelli e Monica Peverelli
- Quarantaquattro gatti (Testo: Giuseppe Casarini/Musica: Giuseppe Casarini) - Barbara Ferigo (4 anni e mezzo)
- Se fossi Leonardo (Testo: Pinchi/Musica: Renato Martini, Arrigo Amadesi) - Massimo Viazzo
- Sitting Bull (Testo: Giuseppe Cassia/Musica: Stelvio Cipriani) - Maurizio Facciolo
- Tinta e ghiri (Testo: Vittorio Sessa Vitali/Musica: Giordano Bruno Martelli) - Laura Cornali
- Tre guerrieri indiani (Testo: Roberto Marcora/Musica: Corrado Comolli) - Fabio Benetti, Pier Paolo Regazzi e Luigi Tanganelli
- (fuori concorso) Sorridi sorridi (Testo: Laura Zanin, Pinchi/Musica: Giordano Bruno Martelli) - Piccolo Coro dell'Antoniano diretto da Mariele Ventre